# St. Mirren Football Club
Il St. Mirren Football Club, meglio noto come St. Mirren, è una società calcistica scozzese con sede nella città di Paisley, nel Renfrewshire, militante in Scottish Premiership, massimo livello del calcio scozzese.
Nel corso della sua storia ha vinto 3 Scottish Cup (1926, 1959 e 1987) e una Scottish League Cup nel 2013.

## Storia
Il club fu fondato da un gruppo di appassionati di sport che già dalla metà del XIX secolo praticavano, tra gli altri, il cricket e il rugby. La crescente popolarità del calcio spinse questi stessi uomini a cimentarsi con la nuova disciplina e così nel 1877 venne ufficialmente fondato il St. Mirren Football Club. La prima partita venne disputata il 6 ottobre 1877 e vide il St. Mirren vincitore 1-0 contro il Johnstone Britannia. In seguito prese parte per la prima volta alla Coppa di Scozia nel 1880.
L'anno 1890 marcò un momento storico per il St. Mirren, che fu uno dei soci fondatori del campionato di calcio scozzese; è uno dei cinque club ancora attivi e iscritti nei campionati nazionali (insieme a Celtic, Rangers, Hearts e Dumbarton).
Nella stagione 1892-93 si classificò terzo dietro a Celtic e Rangers, che rimase il miglior piazzamento anche per i decenni successivi, avvicinato da un quarto posto in Scottish Division One 1925-1926, la stessa stagione in cui il St. Mirren vinse la prima Scottish Cup battendo il Celtic, che lo aveva sconfitto in due precedenti finali (1908 e 1925).
Nel 1935 retrocesse per la prima volta in Division Two, dalla quale risalì l'anno successivo. Dal dopoguerra riuscì a rimanere stabilmente in Division One per oltre venti anni, con prestazioni mediamente da metà classifica. Vinse nuovamente la Coppa di Scozia nel 1959 contro l'Aberdeen.
Andò incontro a nuove retrocessioni nel 1967 e nel 1971, ma se nel primo caso riconquistò subito la massima serie, la seconda volta fallì nel ritorno immediato in Division One e ottenne la promozione solo nel 1977.
Nella stagione 1979-80 il St. Mirren eguagliò, a distanza di quasi novanta anni, il suo migliore risultato in campionato conquistando il terzo posto finale, alle spalle di Aberdeen e Celtic.
Nonostante la vittoria della terza Scottish Cup nel 1987, i risultati in campionato calarono progressivamente, fino alla retrocessione nel campionato 1991-92. Il club trascorse quindici anni quasi tutti in seconda divisione, finché nel 2006 riconquistò la Scottish Premier League e la mantenne nelle stagioni seguenti, anche se non andò mai oltre l'ottavo posto come miglior piazzamento.
Nel 2013 il St. Mirren ha conquistato la sua prima Scottish League Cup battendo in finale gli Hearts con il risultato di 3-2.
In Premiership 2014-2015 è arrivato ultimo e retrocesso in Championship, dove è rimasto tre stegioni prima di ottenere la promozione e tornare in massima serie.
La Premiership 2018-2019 si rivela complicata per il St. Mirren, per tutta la stagione relegato nella parte bassa di classifica, spesso alternandosi all'ultimo posto col Dundee. Alla fine si piazza all'undicesimo posto ed evita la retrocessione vincendo lo spareggio contro il Dundee United, secondo classificato in Championship. Nel campionato 2019-20, interrotto per la pandemia di COVID-19, si classifica al nono posto.
In Premiership 2020-2021 stanzia per diverse giornate a fondo classifica, ma si rilancia nella seconda metà del campionato risalendo fino al settimo posto. In stagione raggiunge inoltre le semifinali di coppa di Scozia e coppa di lega, ma in entrambe viene eliminato. L'anno successivo si piazza in nona posizione.
Nel campionato 2022-23 il St. Mirren conclude al sesto posto, tornando così a piazzarsi dopo quasi quaranta anni nella prima metà di classifica. Migliora ulteriormente nella stagione successiva, in cui raggiunge il quinto posto.

## Colori e simboli
I colori sociali del St. Mirren sono il bianco e il nero, tradizionalmente disposti a strisce verticali nella divisa. Tuttavia non furono i colori originari, poiché il primo anno di attività sportiva i giocatori del St. Mirren indossarono divise di colore blu e rosso scarlatto. Tra i tifosi sopravvive un acceso dibattito circa l'origine e il significato delle strisce sulle maglie: secondo la tradizione le strisce bianche e nere rappresenterebbero il White Cart e il Black Cart, i due fiumi che scorrono nella città di Paisley; più recentemente esse sono state ricollegate ai monaci della locale abbazia che avrebbero appunto indossato dei sai a strisce bianche e nere.

## Stadio
Dal 1894 il St. Mirren gioca le partite casalinghe al St. Mirren Park, noto anche come Love Street, mentre nel periodo che va dalla fondazione (1877) all'approdo nel suo attuale stadio (1894) la squadra giocò su 4 campi diversi. 
Il record di spettatori al St. Mirren Park venne fatto registrare nel 1949, quando 47.438 persone assistettero a un match giocato contro il Celtic.
A seguito di vari interventi di ristrutturazione per migliorare le misure di sicurezza, oggi l'impianto è in grado di ospitare 8.023 spettatori a sedere.

## Rosa 2024-2025
| N. |                             | Ruolo | Calciatore      |
| -- | --------------------------- | ----- | --------------- |
| 1  | Inghilterra (bandiera)      | P     | Ellery Balcombe |
| 3  | Inghilterra (bandiera)      | D     | Scott Tanser    |
| 4  | Scozia (bandiera)           | D     | Alex Iacovitti  |
| 5  | Inghilterra (bandiera)      | D     | Richard Taylor  |
| 6  | Scozia (bandiera)           | C     | Mark O'Hara     |
| 7  | Kenya (bandiera)            | A     | Jonah Ayunga    |
| 8  | Irlanda del Nord (bandiera) | C     | Oisin Smyth     |
| 9  | Francia (bandiera)          | A     | Mikael Mandron  |
| 10 | Irlanda del Nord (bandiera) | C     | Conor McMenamin |
| 11 | Scozia (bandiera)           | C     | Greg Kiltie     |
| 12 | Irlanda (bandiera)          | C     | Roland Idowu    |
| 13 | Cipro (bandiera)            | C     | Alex Gogić      |

| N. |                             | Ruolo | Calciatore        |
| -- | --------------------------- | ----- | ----------------- |
| 14 | Scozia (bandiera)           | A     | James Scott       |
| 15 | Irlanda del Nord (bandiera) | C     | Caolan Boyd-Munce |
| 18 | Irlanda (bandiera)          | D     | Charles Dunne     |
| 20 | Inghilterra (bandiera)      | A     | Toyosi Olusanya   |
| 21 | Inghilterra (bandiera)      | D     | Jaden Brown       |
| 22 | Scozia (bandiera)           | D     | Marcus Fraser     |
| 23 | Inghilterra (bandiera)      | C     | Dennis Adeniran   |
| 24 | Galles (bandiera)           | D     | Declan John       |
| 26 | Scozia (bandiera)           | D     | Luke Kenny        |
| 27 | Slovacchia (bandiera)       | P     | Peter Urminský    |
| 42 | Uganda (bandiera)           | D     | Elvis Bwomono     |
| 88 | Irlanda (bandiera)          | C     | Killian Phillips  |

## Palmarès

### Competizioni nazionali
- Coppa di Scozia: 3

1925-1926, 1958-1959, 1986-1987
- Scottish League Cup: 1

2012-2013
- Scottish Championship: 5

1967-1968, 1976-1977, 1999-2000, 2005-2006, 2017-2018
- Scottish Challenge Cup: 1

2005-2006

### Competizioni internazionali
- Coppa Anglo-Scozzese: 1

1979-1980
- Epson Invitational Tournament: 1

1986-1987
- Barcelona Cup Winners: 1

1922

### Competizioni regionali
- Renfrewshire Cup: 54

1882-1883, 1883-1884, 1887, 1888, 1890-1891, 1893-1894, 1896-1897, 1903-1904, 1909-1910, 1923-1924, 1925-1926, 1927-1928, 1928-1929, 1929-1930, 1931-1932, 1932-1933, 1935-1936, 1937-1938, 1940-1941, 1943-1944, 1945-1946, 1946-1947, 1947-1948, 1949-1950, 1958-1959, 1959-1960, 1960-1961, 1962-1963, 1966-1967, 1973-1974, 1976-1977, 1978-1979, 1979-1980, 1982-1983, 1983-1984, 1984-1985, 1987-1988 1989-1990, 1997-1998, 1999-2000, 2000-2001, 2001-2002, 2006-2007, 2007-2008, 2008-2009, 2009-2010, 2010-2011, 2011-2012, 2012-2013
- Victory Cup: 1

1919
- Summer Cup: 1

1942-1943

### Competizioni internazionali
- Coppa anglo-scozzese: 1

1979-1980

### Altri piazzamenti
- Campionato scozzese:

Terzo posto: 1892-1893, 1979-1980
- Scottish Championship:

Secondo posto: 1935-1936, 2004-2005
- Coppa di Scozia:

Finalista: 1907-1908, 1924-1925, 1933-1934, 1961-1962
Semifinalista: 1898-1899, 1900-1901, 1901-1902, 1905-1906, 1913-1914, 1928-1929, 1930-1931, 1960-1961, 1981-1982, 1982-1983, 1983-1984, 2008-2009, 2020-2021
- Scottish League Cup:

Finalista: 1955-1956, 2009-2010
Semifinalista: 1971-1972, 1981-1982, 2000-2001, 2020-2021
- Scottish Challenge Cup:

Finalista: 1993-1994, 2016-2017
Semifinalista: 2002-2003, 2015-2016
- Coppa anglo-scozzese:

Finalista: 1977-1978
Semifinalista: 1978-1979
- Drybrough Cup:

Finalista: 1980

## Statistiche

### Partecipazione ai campionati
| Livello | Categoria                 | Partecipazioni | Debutto   | Ultima stagione | Totale |
| ------- | ------------------------- | -------------- | --------- | --------------- | ------ |
| 1°      | Scottish Football League  | 9              | 1890-1891 | 1920-1921       | 104    |
| 1°      | Scottish Division One     | 57             | 1893-1894 | 1970-1971       | 104    |
| 1°      | Scottish Division A       | 5              | 1946-1947 | 1950-1951       | 104    |
| 1°      | Scottish Premier Division | 15             | 1977-1978 | 1991-1992       | 104    |
| 1°      | Scottish Premier League   | 9              | 2000-2001 | 2012-2013       | 104    |
| 1°      | Scottish Premiership      | 9              | 2013-2014 | 2024-2025       | 104    |
| 2°      | Scottish Division Two     | 6              | 1935-1936 | 1974-1975       | 24     |
| 2°      | Scottish First Division   | 15             | 1975-1976 | 2005-2006       | 24     |
| 2°      | Scottish Championship     | 3              | 2015-2016 | 2017-2018       | 24     |

### Statistiche nelle competizioni UEFA
Tabella aggiornata alla stagione 2024-2025.
| Competizione                  | Partecipazioni | G  | V | N | P | RF | RS |
| ----------------------------- | -------------- | -- | - | - | - | -- | -- |
| Coppa delle Coppe             | 1              | 4  | 1 | 1 | 2 | 1  | 2  |
| Coppa UEFA/UEFA Europa League | 3              | 10 | 2 | 3 | 5 | 9  | 12 |
| UEFA Conference League        | 1              | 4  | 1 | 2 | 1 | 6  | 5  |

## Tifoseria

### Rivalità
La rivalità più sentita è col Greenock Morton, con cui il St. Mirren disputa il Derby del Renfrewshire, la contea a cui appartengono entrambi. Il primo incontro tra le due squadre risale al 1885.
Nei primi anni del campionato scozzese ebbe come rivale l'Abercorn, altra squadra di Paisley discioltasi nel 1920.